# Eusphalerum minutum
Eusphalerum minutum är en skalbaggsart som först beskrevs av Fabricius 1792.  Eusphalerum minutum ingår i släktet Eusphalerum, och familjen kortvingar. Arten är reproducerande i Sverige.